# Cmentarz żydowski w Biskupicach (województwo opolskie)
Cmentarz żydowski w Biskupicach zwany też cmentarzem żydowskim w Byczynie. Powstał w 1865. Ma powierzchnię 0,12 ha. Został zniszczony podczas II wojny światowej – zachowały się resztki ogrodzenia i 52 nagrobki.